# 城关镇 (谷城县)
城关镇，是中华人民共和国湖北省襄阳市谷城县下辖的一个乡镇级行政单位。

## 行政区划
城关镇下辖以下地区：
泰山庙街社区、城内街社区、顺城街社会社区、皮家洼街社区、筑阳街社区、三里桥街社区、龙家湾街社区、老街社区、大古桥街社区、西关街社区、过山口街社区、黄康街社区、东升街社区、胡家井社区、锅底湖社区、肖家营社区、莫家河社区、三岔路社区、聂家滩社区、白龙岗社区、洪胜社区、红石亮社区、白果树社区、吴家营社区、赵家康社区、邱家楼社区、曾家营社区、龚家河村、韩家卡村、蒋家冲村、谢家营村、石龙沟村、朱家洲村、刘家沟村、茶庵村、老军山村、格垒嘴村、柜门关村、苏家盘村、彭家山村、洞山寺村、江家洲村和安家岗村。